# Orientierungslauf-Weltmeisterschaften 1968
Die 2. Orientierungslauf-Weltmeisterschaften fanden am 28. und 29. September 1968 in der Gegend um das schwedische Linköping statt.
Die IOF hatte 1965 die Weltmeisterschaften an Schweden vergeben. Die wichtigsten ausrichtenden Vereine waren der IFK Linköping und Linköpings OK.

## Teilnehmende Nationen
Sportler aus 13 Ländern nahmen an den 2. Orientierungslauf-Weltmeisterschaften teil.
| - Belgien - BR Deutschland - Bulgarien - Dänemark - Deutsche Demokratische Republik | - Finnland - Norwegen - Österreich - Schweden | - Schweiz - Tschechoslowakei - Ungarn - Vereinigtes Königreich |

## Herren
Die beiden Wettkämpfe der Herren waren fest in schwedischer Hand. Im Einzel gewann Karl Johansson vor seinem Landsmann Sture Björk die Goldmedaille. Im Staffelwettbewerb holten sich beide zusammen mit Sten-Olov Carlström und Göran Öhlund den Sieg jedoch mit nur einem knappen Vorsprung auf die Staffel Finnlands.

### Einzel
| Platz | Land | Athlet              | Zeit      |
| ----- | ---- | ------------------- | --------- |
| 1     | SWE  | Karl Johansson      | 1:48:19 h |
| 2     | SWE  | Sture Björk         | 1:49:38 h |
| 3     | NOR  | Åge Hadler          | 1:50:13 h |
| 4     | FIN  | Juhani Salmenkylä   | 1:51:18 h |
| 5     | NOR  | Ola Skarholt        | 1:51:48 h |
| 6     | SWE  | Sten-Olof Carlström | 1:53:37 h |
| 7     | NOR  | Jostein Nilsen      | 1:54:16 h |
| 8     | NOR  | Stig Berge          | 1:54:32 h |

Einzel:

Titelverteidiger:  Åge Hadler

Ort: Söderö Norra (Karte)

Länge: 14,7 km

Posten: 18

### Staffel
| Platz | Land | Athleten                                                            | Zeit      |
| ----- | ---- | ------------------------------------------------------------------- | --------- |
| 1     | SWE  | Karl Johansson Sture Björk Sten-Olov Carlström Göran Öhlund         | 4:25:19 h |
| 2     | FIN  | Rolf Koskinen Veijo Tahvanainen Juhani Salmenkylä Markku Salminen   | 4:25:28 h |
| 3     | NOR  | Per Fosser Ola Skarholt Stig Berge Åge Hadler                       | 4:42:31 h |
| 4     | SUI  | Dieter Hulliger Karl John Max Jüni Alex Schwager                    | 5:23:56 h |
| 5     | DEN  | Jørgen Nielsen Leif Nørgaard Flemming Nørgaard Keld Olsen           | 5:48:23 h |
| 6     | GDR  | Helmut Conrad Dieter Konrad Tassilo Schmalfeld Hans-Dieter Baumgart | 5:53:11 h |
| 7     | TCH  | Ludovit Smelik Antonín Urbanec Oldřich Vlach Svatoslav Galík        | 5:59:00 h |
| 8     | HUN  | Andras Örsi György Bozan Tamas Balogh Attila Horvath                | 5:59:17 h |

Staffel:

Titelverteidiger:  Bertil Norman, Karl Johansson, Anders Morelius, Göran Öhlund

Ort: Söderö Norra (Karte)

## Damen

### Einzel
| Platza | Land | Athlet            | Zeit      |
| ------ | ---- | ----------------- | --------- |
| 1      | SWE  | Ulla Lindkvist    | 1:04:55 h |
| 2      | NOR  | Ingrid Hadler     | 1:10:35 h |
| 3      | SWE  | Kerstin Granstedt | 1:11:27 h |
| 4      | FIN  | Pirjo Seppä       | 1:15:48 h |
| 5      | FIN  | Raila Kerkelä     | 1:16:57 h |
| 6      | DEN  | Vibeke Bøgevik    | 1:22:47 h |
| 7      | TCH  | Jitenka Sevcikova | 1:23:33 h |
| 8      | SWE  | Brigitta Larsson  | 1:25:02 h |

Einzel:

Titelverteidigerin:  Ulla Lindkvist

Ort: Söderö Norra (Karte)

Länge: 7,8 km

Posten: 10

### Staffel
| Platz | Land | Athleten                                                       | Zeit      |
| ----- | ---- | -------------------------------------------------------------- | --------- |
| 1     | NOR  | Astrid Rødmyr Astrid Hensen Ingrid Hadler-Thoresen             | 3:17:53 h |
| 2     | SWE  | Gun-Britt Nyberg Kerstin Granstedt Ulla Lindkvist              | 3:18:07 h |
| 3     | FIN  | Pirjo Seppä Tuula Hovi Raila Kerkelä                           | 3:42:15 h |
| 4     | DEN  | Mona Hebo Annette Axelsen Vibeke Bøgevik                       | 4:02:06 h |
| 5     | SUI  | Annekäthe Grieder Helen Thommen Ruth Galliker                  | 4:02:07 h |
| 6     | TCH  | Jana Graubnerová Jitřenka Ševčíková Naděžda Mertová-Linhartová | 4:08:22 h |
| 7     | HUN  | Barbara Cser Maria Danovszky Sarolta Monspart                  | 4:37:07 h |
| 8     | GBR  | Susan Bone Carol McNeil Patricia Murphy                        | 4:57:51 h |

Staffel:

Titelverteidigerinnen:  Kerstin Granstedt, Eivor Steen-Olsson, Gunvor Åhling

Ort: Söderö Norra (Karte)

## Medaillenspiegel
| Platz | Land     | Gold | Silber | Bronze | Gesamt |
| ----- | -------- | ---- | ------ | ------ | ------ |
| 1     | Schweden | 3    | 3      | 1      | 7      |
| 2     | Norwegen | 1    | 1      | 2      | 4      |
| 3     | Finnland | -    | 1      | 1      | 2      |

## Philatelie
Die schwedische Post gab am 5. September 1968 anlässlich der Weltmeisterschaften zwei Briefmarken im Wert zu 0,40 und 2,80 Schwedischen Kronen (Katalog-Nr. 616 und 617) heraus.